# Коридорас Штерби
Коридорас Штерби (Corydoras sterbai) — вид сомоподібних риб з роду Коридорас підродини Corydoradinae родини Панцирні соми. Названо на честь німецького іхтіолога Гюнтера Штерби. У природі поширений у річках Південної Америки; утримують також в акваріумах.

## Опис
Завдовжки досягає 5,1-6,6 см. Зовні подібний до виду Corydoras haraldschultzi. Голова велика. Очі відносно невеличкі. Є 3 пари коротеньких вусів. Тулуб кремезний. Спинний плавець складається з 1 жорсткого і 8 м'яких променів. У самців перші промені цього плавця витягнуті. Грудні плавці витягнуті. Анальний плавець складається з 1 жорсткого і 7 м'яких променів. Хвостовий плавець частково розрізаний, з 10 променями.
Забарвлення темно-сіре зі сріблястим відтінком. В області черева є помаранчеве забарвлення. На голові та спині розкидано є багато крапочок кольору слонової кістки. Від морди до променів спинного плавця в області голови присутні білі плями. З боків від передній частині спини до хвостового стебла проходять групи чорних цяток. З боків є 7-8 світлих вузьких смуг. На спинному та анальних плавцях є чорні крапочки. Хвостовий плавець з чорними смугами, що зливаються у вертикальні лінії. Грудні та черевні плавці помаранчевого кольору. Штучно виведено альбіносну форму, у якій присутній помаранчевий відлив на грудних і черевних плавцях.

## Спосіб життя
Воліє до прісної та чистої води. Доволі витривала риба. Утворює великі скупчення. Ховається серед різних укриттів на дні (попід корчами, уламками, камінням). Більшу частину життя проводить біля дна. Плаває повільно. Активний у присмерку та вночі. Живиться дрібними ракоподібними, комахами, червами, рештками рослин.
Тривалість життя до 5 років.

## Розповсюдження
Поширено у верхів'ях річки Гуапоре, річці Ітенез — в межах Болівії та Бразилії.

## Утримання в акваріумі
Об'єм акваріума від 50—70 літрів. В оздобленні повинні бути різноманітні укриття (корчі, рослини тощо). Рекомендують тримати зграйкою не менше 4—8 особин. Невибагливі в утриманні. Оптимальними параметрами води є: 24–28 °C, dGH 5—15°, pH 6,0—7,6. Потрібна фільтрація води та її регулярна підміна.